# Laudate omnes gentes (musikalbum)
Laudate omnes gentes är ett album från 2002 av Kommuniteten i Taizé. Albumet spelades in i Taizés bykyrka samma år med en grupp av unga sångare och innehåller sånger på olika språk.

## Låtlista
1. Laudate omnes gentes
2. Tui amoris ignem
3. L’ajuda em vindrà del Senyor
4. Bless the Lord
5. Magnificat (canon)
6. Ubi caritas
7. Jésus le Christ
8. Surrexit Dominus vere
9. Tu sei sorgente viva
10. Misericordias Domini
11. The kingdom of God
12. Nada te turbe
13. Gloria… et in terra pax
14. Bleibet hier
15. Jesus, remember me
16. In resurrectione tua
17. Christe Salvator
18. Benedictus
19. Nunc dimittis
20. Laudate omnes gentes